# 마카리오스 3세
마카리오스 3세(그리스어: Μακάριος Γ, 1913년 8월 13일~1977년 8월 3일)는 키프로스의 주교, 정치인이다. 본명은 미하일 흐리스토둘루 무스코스(그리스어: Μιχαήλ Χριστοδούλου Μούσκος)이다.
1948년 주교로 임명되고, 1950년 대주교가 되었다. 키프로스의 그리스 병합 운동을 비폭력 투쟁으로 이끌어 그리스계 사람들로부터 '민족의 아버지'로 존경받았다. 1959년 영국으로부터의 독립에 성공하고, 같은 해 4월 키프로스 임시 정부 수상에 취임했다.
1960년 키프로스의 완전 독립과 함께 대통령에 당선되고, 1968년 재선되었다. 키프로스에 살고 있는 터키계 주민들이 그리스 합병 운동에 반대하여 폭동을 일으켜 그리스와 터키 두 나라 정부 사이에 긴장을 가져왔다. 그는 정책을 바꿔 그리스와의 합병을 반대하고 키프로스의 독립을 지키려 하였다. 그러나 1974년 7월 15일 그리스와 합병을 원하는 에노시스 운동파의 군사 쿠데타에 의해 대통령 자리에서 물러났다. 이후 니코스 샘슨을 임시 대통령으로 세운 임시정부가 구성되었으나, 같은해 12월 마카리오스 3세는 다시 대통령으로 복직하였다. 그러나 재취임후 약3년만인 1977년 심장 질환으로 사망했다.

## 같이 보기
- 아민 알후세이니

## 역대 선거 결과
| 선거명      | 직책명            | 대수 | 정당   | 득표율   | 득표수    | 결과 | 당락 |
| ----------- | ----------------- | ---- | ------ | -------- | --------- | ---- | ---- |
| 1959년 선거 | 키프로스의 대통령 | 1대  | 무소속 | 66.8%    | 144,501표 | 1위  |      |
| 1968년 선거 | 키프로스의 대통령 | 1대  | 무소속 | 96.3%    | 220,911표 | 1위  |      |
| 1973년 선거 | 키프로스의 대통령 | 1대  | 무소속 | 단독후보 | 무투표    | 1위  |      |

| 전임 마카리오스 2세 | 키프로스 대주교 1950년 - 1977년 | 후임 크리소스토무스 1세 |